# 费迪南德·道奇克
费迪南德·道奇克（1910年5月30日—1986年11月14日），斯洛伐克足球运动员、教练。他曾代表捷克斯洛伐克国家队参加1934年和1938年国际足联世界杯，其中1934年世界杯获得亚军。